# ایلونا اوسوویچ
ایلونا اوسوویچ (بلاروسی: Ілона Усовіч؛ زادهٔ ۱۴ نوامبر ۱۹۸۲) دونده سرعت زن اهل بلاروس است.